# Sakété II
Sakété II è un arrondissement del Benin situato nella città di Sakété (dipartimento dell'Altopiano) con 9.545 abitanti (dato 2006).